# Мусгнуг, Мартин
Мартин Mусгнуг (нем. Martin Mußgnug; 22 февраля 1936, Гейдельберг — 2 февраля 1997, Тутлинген) — германский крайне правый политик, председатель Национал-демократической партии в 1971—1991 годах.

## Праворадикальный активист
Родился в семье известного хирурга, доцента Гейдельбергского университета Ханса Мусгнуга — активного члена НСДАП, командира отделения СА. Окончил юридический факультет Гейдельбергского университета. Работал служащим суда Баден-Вюртемберга, потом адвокатом в Тутлингене.
В 1956 Мартин Мусгнуг создал ультраправый Национальный союз студентов, запрещённый в 1963 за пронеонацистские тенденции. В 1958 Мусгнуг вступил в Немецкую имперскую партию, был членом руководства гейдельбергской парторганизации. Входил в ближайшее окружение Адольфа фон Таддена.
В 1964 Мусгнуг поддержал фон Таддена при создании Национал-демократической партии. В 1967—1968 — руководитель НДП в Баден-Вюртемберге. В 1968 в ходе острого внутрипартийного конфликта оставил руководство парторганизацией, но был избран в ландтаг Баден-Вюртемберга и оставался депутатом до 1972. В 1970 Мусгнуг стал заместителем фон Таддена как председателя НДП. .

## Председатель партии
На съезде НДП в 1971 ультраправые радикалы добились отставки фон Таддена за «политическую пассивность» (на фоне активных действий итальянских неофашистов). С согласия фон Таддена его преемником во главе партии стал Мартин Мусгнуг.
В общем и целом Мусгнуг продолжал курс фон Таддена. НДП сохраняла праворадикальный характер, оставаясь в рамках законодательства ФРГ. Партия выступала с националистическими, декларациями, резко осуждала политику социал-либеральных правительств 1970-х годов. Особенно протестовала НДП против участия коалиций Брандта-Шееля и Шмидта-Геншера в политике разрядки с СССР. Партия настаивала на жёстком антикоммунистическом и антисоветском курсе. В то же время НДП воздерживалась от террористических действий, характерных для итальянских единомышленников.
Мартин Мусгнуг постоянно подчёркивал принципиальное отличие идеологии НДП от всех других политических сил Германии.

Мы хотим не скромных корректировок в том или ином социально-политическом вопросе. Мы хотим не большей или меньшей занятости, не большего или меньшего НАТО, не большей или меньшей защиты окружающей среды. Нет, мы хотим новой и лучшей жизни для нашего народа!

Эти перемены могут прийти только через демократическое решение суверенного народа. Предпосылки к тому создаст преобразование сознания, за которое мы ведём политическую борьбу. Это изменение сознания не может быть достигнуто со дня на день. Мы достаточные реалисты, чтобы знать, как много шагов придётся совершить, как много этапов пройти.

Дело не в том, что мы немного лучше, чем СДПГ, немного лучше, чем ХДС, немного зеленее «зелёных». В соответствии с нашими целями, мы должны дать понять: в нашей великой цели мы радикально отличаемся от других.

Мартин Мусгнуг, 1982

Возвращение к власти правоцентристского блока ХДС/ХСС, новый цикл Холодной войны в 1980-х во многом дезактуализировали противоречия НДП с официальным Бонном по внешней политике. По внутренним же вопросам НДП оставалась в целом маргинальной и изолированной организацией в силу правого радикализма и неизбежных аллюзий, связанных с Третьим рейхом. Представительства в бундестаге партия не имела ни при фон Таддене, ни при Мусгнуге, хотя в выборах регулярно участвовала.
Крупным избирательным успехом явились для партии и её председателя выборы обербургомистра Тутлингена в 1987. Мартин Мусгнуг получил 15 % голосов, оказавшись вторым после победителя выборов христианского демократа Хайнца-Юргена Колочека. В 1989 НДП сумела провести трёх своих кандидатов, включая Мусгнуга, в городской совет Тутлингена. Однако ситуация в этом городе не была типична для страны.

## Поражение во внутрипартийной борьбе
События 1989, воссоединение Германии в 1990 кардинально изменили политические расклады в ФРГ. В НДП вновь усилились ультраправые радикалы (в значительной степени строившие расчёт на националистические настроения молодёжи восточных земель). Эту группу в НДП возглавил радикальный неонацист и отрицатель Холокоста Гюнтер Деккерт. 20 лет спустя Мусгнуг, обвинённый в излишней умеренности и пассивности, оказался в положении своего предшественника фон Таддена — с той разницей, что его противники не стали согласовывать кандидатуру преемника. В 1991 радикалы добились отстранения Мусгнуга. Председателем НДП в том же году стал Деккерт.
Утратив председательство, Мусгнуг покинул НДП. Он инициировал создание новой правонационалистической организации «Немецкая лига для Народа и Родины». Однако этот проект не получил эффективного развития, консолидировать правых радикалов Лиге не удалось.
Мартин Мусгнуг скончался от сердечного приступа спустя немногим более полугода после Адольфа фон Таддена. (Считается, что это случилось в Тутлингене, однако другие данные указывают на Зинген.)

## Гротескное упоминание
В 1970-х годах НДП требовала активизации участия ФРГ в НАТО. Такой подход противоречил установкам ряда ультраправых деятелей 1950—1960-х. На это противоречие обратил внимание советский юмористический журнал «Крокодил», опубликовавший сатирический материал, одним из персонажей которого являлся Мартин Мусгнуг. Ему было приписано гротескное высказывание, обращённое к союзникам по НАТО: «Наш незабвенный фюрер Адольф Гитлер, как бы это выразиться… недобомбил, что ли, Англию». Поведение британских партнёров НДП сравнивалось с продавцом магазина хозтоваров, у которого пьяный хулиган заказывает топор: «Вам завернуть или здесь рубать будете?»